# 15 cm Kanone 18
15 cm Kanone 18 là loại pháo tầm xa do công ty Rheinmentall phát triển vào năm 1933 theo nhu cầu của quân đội Đức để thay thế loại pháo 15 cm Kanone 16 cũ kỹ, khẩu pháo đầu tiên được bàn giao vào năm 1938. Nhưng phiên bản này không được cải tiến nhiều so với phiên bản cũ, chỉ nặng hơn khoảng 2 tấn so với K 16, tầm bắn tăng thêm khoảng 2290 mét. Phía quân đội hài lòng về việc tầm bắn được tăng lên, tuy nhiên lại gặp nhiều khó khăn với bộ khung nền dùng để kéo pháo. Một bộ khung bánh xe đặc biệt được dùng mỗi khi vận chuyển pháo đi xa, điều này làm cho việc lắp đặt pháo lên trục xoay tốn nhiều thời gian hơn. Có khoảng 100 khẩu pháo đã được sản xuất từ năm 1938 tới năm 1943. Do không đáp ứng được yêu cầu, Kanone 18 bị ngưng sản xuất tháng 8 năm 1943 và phần lớn được sử dụng ở các vùng ven biển. 